# Максим (Вгенопулос)
Митрополит Макси́м Вгено́пулос (греч. Μητροπολίτης Μάξιμος Βγενόπουλος; род. 1970, Патры, Греция) — епископ Константинопольской православной церкви; с 2014 года — митрополит Силиврийский, ипертим и экзарх Фракии.

## Биография
Родился в 1970 году в городе Патры, где окончил церковный лицей.
В 1986—1989 годы обучался в Высшей церковной школе в Афинах (Ανωτέρας Εκκλησιαστικής Σχολής Αθηνών).
В 1991 году поступил на богословский факультет Белградского университета, который окончил в 1995 году.
В 1993 году в церкви святого Евфимии в Халкидоне митрополитом Халкидонским Иоакимом (Нерандзулисом) рукоположён в сан диакона.
В 1995—2005 годы служил кодикографом Священного Синода Константинопольской православной церкви.
С 1997 года обучался в Лондонском университете, который окончил в 2002 году со степенью доктора философии за диссертацию «Primacy in the Church from Vatican I to Vatican II: An Orthodox Perspective». Участвовал в международных богословских конференциях.
В 2005—2008 годы служил вторым патриаршим диаконом.
С 2008 года служил Великим архидиаконом в Соборе святого Георгия на Фанаре в Стамбуле.
В 2008—2013 годах также сотрудничал с городским обществом страннолюбия для обеспечения нужд малоимущих Стамбула.
15 июля 2014 года Священным Синодом Константинопольского патриархата избран митрополитом Силиврийским. 26 июля 2014 года митрополитом Каллиопольским Стефаном (Динидис) рукоположён в сан священника.
27 июля 2014 года в Георгиевском соборе на Фанаре в Стамбуле хиротнисан во епископа Силивтрийского с возведением в сан митрополита. Хиротонию совершили Патриарх Константинопольский Варфоломей, митрополит Черногорский и Приморский Амфилохий (Радович) (Сербская православная церковь), митрополит Пергамский Иоанн (Зизиулас), митрополит Филадельфийский Мелитон (Карас), митрополит Димитриадский и Альмирский Игнатий (Георгакопулос) (Элладская православная церковь), митрополит Глифадский Павел (Цаусоглу) (Элладская православная церковь), митрополит Патрский Хризостом (Кириакос) (Элладская православная церковь), митрополит Каллиупольский Стефан (Динидис), митрополит Кидонийский Афинагор (Хрисанис), архиепископ Катарский Макарий (Маврояннакис) (Иерусалимский патриархат), епископ Западно-Американский Максим (Василевич) (Сербский патриархат).
В феврале 2015 года в числе 10 других клириков Константинопольского Патриархата получил турецкое гражданство, что позволяет участвовать в выборах Патриарха Константинопольского. Последовал ли отказ от греческих паспортов, уточнений от Константинопольской Патриархии не поступало.